# Ірлява
Ірля́ва — село в Ужгородському районі Закарпатської області, на річці Стара.

## Історія
Перші письмові згадки про село відносяться до 1417 року, коли ним володіли шляхтичі з Палло та Руського (нині — Східна Словаччина). Село, очевидно, було засноване шолтейсом в другій половині XIV — на початку XV ст. В другій половині XV—XVII ст. село стало однією з середнянських маєтностей родини Добо з Руського.
В 1567 році селяни Ірляви були оподатковані від 1,5 порти. В кінці XVI ст. в село переселилося кілька родин і в ньому на 1599 рік облікувалось 11 кріпацьких господарств, господарство шолтейса. За письмовим джерелом 1603 року в селі була наявна православна церква.
В селі Ірлява, на Ужгородщині побудована найбільша у Західній Україні сонячна електростанція ТОВ «Сонячна енергія ПЛЮС». ЇЇ будівництво провели в урочищі Дубина, використовуючи італійську технологією та у дуже стислий термін — всього за 6 місяців. Розташована вона на 23-х гектарах та «складена» з 43 тисяч блоків-панелей. Річна потужність цієї «крохи» становить 10,09 МВт. За одну годину вона продукує понад 9,5 кіловат.

## Політика

### Парламентські вибори, 2019
На позачергових парламентських виборах 2019 року у селі функціонувала окрема виборча дільниця № 210557, розташована у приміщенні сільської ради.
Результати
- зареєстрований 191 виборець, явка 63,87%, найбільше голосів віддано за «Слугу народу» — 28,93%, за Всеукраїнське об'єднання «Батьківщина» — 18,18%, за «Європейську Солідарність» — 17,36%.[1] В одномандатному окрузі найбільше голосів отримав Роберт Горват (самовисування) — 67,77%, за Олександра Пекаря (Слуга народу) — 14,88%, за Андрія Андріїва (самовисування) — 5,79%[2].

## Населення
Згідно з переписом УРСР 1989 року чисельність наявного населення села становила 276 осіб, з яких 128 чоловіків та 148 жінок.
За переписом населення України 2001 року в селі мешкало 270 осіб. 100 % населення вказало своєю рідною мовою українську мову.

## Храм
Храм св. пр. Іллі. 1886. 
У 1751 р. за пароха Якова Везделовича згадують маленьку дерев’яну церкву в посередньому стані, з двома дзвонами, прикрашену всіма образами. “В святильниці олтар дуже маленький, на обновлення якого при візиті подано позволеня”.
Теперішня церква – типова мурована базиліка з вежею над входом, збудована, за шематизмом 1883 р., у 1881 р. Над західним входом датою спорудження позначено 1886 p., а 1991 – рік останнього ремонту. У шематизмі 1915 р. церкву датують 1870 роком. Усередині вартими уваги є бічні вівтарі та іконостас роботи І. Павлишинця, масивні різьблені свічники і 3 розкішні двоярусні дерев’яні люстри. Два бічні вівтарі містять образи майстерного малювання, виконані ужгородським художником на прізвище Мигалій у 1934р. на замовлення Михайла Рошка.
Марія Тимко й Олена Сирохман та Марта Граб і Марія Гасинець пожертвували кошти на два образи, що прикрашають північну стіну нави

## Відомі люди
- Ірлявський Іван — український поет, журналіст, громадський діяч.

## Туристичні місця
- сонячна електростанція
- Храм св. пр. Іллі. 1886. 